# Портрет жены художника
«Портрет жены художника» — художественный мелодраматический фильм, поставленный в 1981 году режиссёром Александром Панкратовым по мотивам рассказа Юрия Нагибина «Берендеев лес» (1977).

## Сюжет
Художник Павел Алексеевич, испытывающий творческий кризис, проводит с женой Ниной отпуск в небольшом загородном пансионате. Для него это возможность собраться с мыслями и наконец-таки после долгих лет написать новую картину. Нина же, наряду с обычной жизнью отдыхающих, часто проводит свои дни с большой компанией друзей, среди которых особенно выделяется новый знакомый — некий Борис, заместитель директора пансионата, мужчина представительный и эксцентричный. Встреча с этим человеком заставляет мужа и жену задуматься об их отношениях.

## В ролях
- Валентина Теличкина — Нина, преподаватель педагогического техникума
- Сергей Шакуров — Павел Алексеевич, художник, муж Нины
- Никита Михалков — Борис Петрович, замдиректора пансионата, ухажёр Нины
- Михаил Семаков — Иван («Магеллан»), работник пансионата
- Всеволод Шиловский — Митрофаныч («Колумб»), завхоз пансионата
- Олег Голубицкий — Николай Никитенко, друг Павла
- Татьяна Конюхова — Варвара Никитенко, жена Николая
- Екатерина Суханова — Лена, девочка в пансионате
- Ольга Гобзева — Ася, подруга Нины
- Виктор Уральский — Виктор Егорович Сергунов, учитель Павла
- Клара Белова — Клавдия Сергунова, жена Виктора
- Олег Фёдоров — журналист на вернисаже
- Кирилл Столяров — Николай Петрович, приятель Павла на вернисаже
- Леонид Трутнев — сосед по даче

## Съёмочная группа
- Авторы сценария: Наталья Рязанцева
- Режиссёр-постановщик: Александр Панкратов
- Оператор-постановщик: Олег Мартынов
- Художник-постановщик: Виктор Юшин
- Композитор: Евгений Дога

## Награды
- Приз МКФ в Карловых Варах-82 в категории дебютов.
- Приз за лучшую работу художника-постановщика Виктора Юшина.
- Приз за лучшее исполнение главной женской роли Валентиной Теличкиной на КФ молодых кинематографистов к/ст «Мосфильм-82».